# Concession Rudd
Pour les articles homonymes, voir Rudd.
 Voir le traité sur Wikisource
La concession Rudd est un traité signé le 30 octobre 1888 par lequel le roi Lobengula du Matabeleland (actuel ouest du Zimbabwe) accordait le droit exclusif d'exploiter les ressources minières de son territoire à Charles Rudd, James Rochfort Maguire et Francis Thompson, trois représentants de l'homme d'affaires et homme politique britannique basé en Afrique du Sud, Cecil Rhodes. Malgré les tentatives ultérieures de Lobengula pour désavouer le traité, l'accord servit de base à l'octroi d'une charte royale à la British South Africa Company (« Compagnie britannique d'Afrique du Sud ») de Rhodes en octobre 1889 et au début de la colonisation blanche du territoire qui devint la Rhodésie en 1895.
Les tentatives de Rhodes pour obtenir des droits miniers exclusifs dans le Matabeleland, le Mashonaland et les régions voisines étaient motivées par son désir de les intégrer à l'Empire britannique et par son rêve de créer un chemin de fer Le Cap - Le Caire reliant toutes les colonies britanniques d'Afrique. L'obtention d'une concession minière lui permettrait de convaincre le gouvernement britannique de créer une compagnie à charte ayant le pouvoir d'annexer et d'administrer le bassin des fleuves Limpopo et Zambèze pour le compte du Royaume-Uni. Au début de l'année 1888, Rhodes organisa la signature d'un traité d'amitié entre les Britanniques et les tribus matabélé puis il dépêcha une délégation menée par Charles Rudd pour obtenir les droits miniers. Le groupe prit de vitesse Edward Arthur Maund, employé par un consortium londonien rival, et entama de longues négociations avec le roi Lobengula et son conseil d'izindunas (chefs tribaux).
La concession Rudd stipulait qu'en échange d'armes et d'argent, le roi accordait à Rudd le droit exclusif d'exploiter les ressources minières de son territoire et le pouvoir de défendre cette exclusivité par la force. À partir du début de l'année 1889, le souverain tenta à plusieurs reprises de désavouer le document en avançant qu'il avait été trompé sur les termes du traité. Il avança en particulier que des restrictions sur les activités des bénéficiaires avaient été acceptées oralement et il considérait apparemment qu'elles faisaient partie du contrat même si les termes écrits du traité avaient été traduits et lui avaient été exposés à plusieurs reprises avant qu'il ne signe. Il essaya de convaincre le gouvernement britannique que la concession était invalide et envoya des émissaires auprès de la reine Victoria au château de Windsor mais ses efforts furent vains.
Le consortium londonien concurrent et Rhodes mirent leurs intérêts en commun et ce dernier se rendit à Londres en mars 1899. Sa demande de charte royale rassembla un important soutien populaire et politique au cours des mois qui suivirent et le premier ministre Lord Salisbury approuva l'octroi d'une charte royale en octobre. La British South Africa Company ainsi créée occupa et annexa le Mashonaland un an plus tard. Lobengula tenta de s'opposer à la concession Rudd en octroyant des droits similaires à l'homme d'affaires allemand Eduard Lippert en 1891 mais Rhodes racheta cette concession quelques mois plus tard. Les troupes de la Compagnie envahirent le Matabeleland durant la Première Guerre ndébélé en 1894 et Lobengula mourut de la variole en exil peu après.

## Contexte

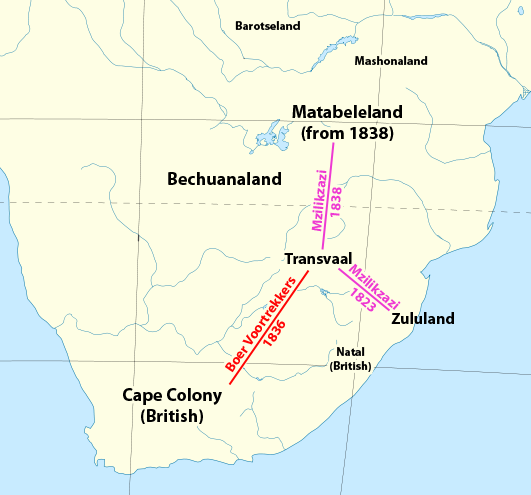
Carte de l'Afrique australe montant les migrations ayant eu lieu dans les années 1820 et 1830.

Durant les années 1810, le royaume zoulou fut établi en Afrique australe par le roi-guerrier Chaka qui unifia les clans rivaux au sein d'une monarchie centralisée. Parmi les principaux généraux du royaume figurait Mzilikazi qui perdit les faveurs royales après l'avoir offensé à plusieurs reprises. Lorsque Chaka contraignit Mzilikazi et ses partisans à l'exil en 1823, ils migrèrent vers le nord-ouest et s'installèrent dans le Transvaal où ils devinrent connus sous le nom de Ndébélés ou Matabélés, les deux noms signifiant « hommes aux longs boucliers ». Dans cette période de chaos et d'affrontements appelée Mfecane (« l'écrasement »), les Matabélés devinrent rapidement la tribu dominante de la région. En 1836, ils négocièrent un traité de paix avec Benjamin d'Urban, le gouverneur britannique de la colonie du Cap mais la même année, les voortrekkers boers arrivèrent dans le territoire durant leur Grand Trek pour fuir la domination britannique. Cette arrivée entraîna la fin de la domination de Mzilikazi sur le Transvaal et il fut obligé d'entreprendre une nouvelle migration vers le nord en 1838. Les Matabélés s'installèrent dans le sud-ouest du bassin du Zambèze et du Limpopo dans ce qui fut dès lors appelé le Matabeleland.
La culture matabélée avait de nombreux points communs avec la culture zouloue. La langue des Matabélés, le sindebele était largement basé sur le zoulou et ils partageaient la même tradition militariste. Les hommes matabélés suivaient une éducation spartiate destinée à produire des guerriers disciplinés et l'institution militaire dictait largement la répartition des responsabilités administratives. L'inkosi (roi) nommait plusieurs izindunas (ou indunas) chargés des affaires militaires et civiles. Comme les Zoulous, les Matabélés désignaient un groupe de guerriers sous le nom d'impi. Les Shonas qui occupaient le nord-est de la région depuis des siècles étaient largement plus nombreux que les Matabélés mais étaient surclassés dans le domaine militaire et ils se soumirent à divers degrés aux nouveaux occupants. En 1853, Mzilikazi signa deux traités avec les Boers du Transvaal représentés par Hendrik Potgieter et Andries Pretorius pour mettre fin aux fréquents affrontements entre les deux communautés.

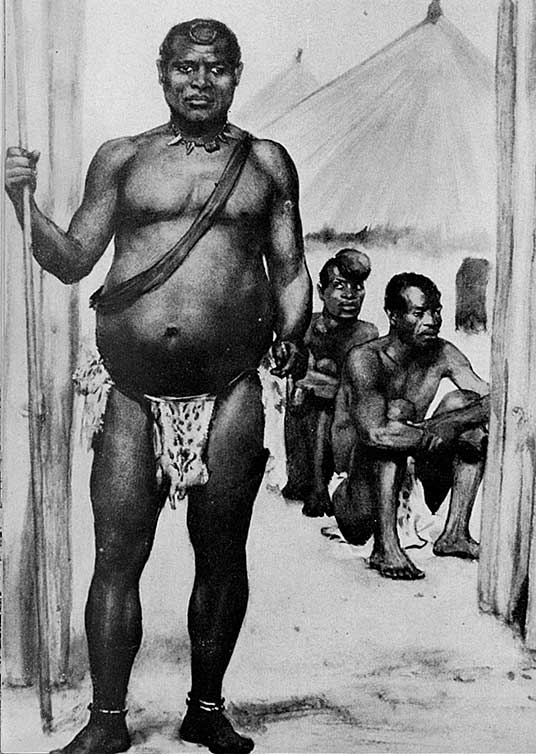
Le roi Lobengula ; dessin posthume basé sur une esquisse contemporaine

Après la mort de Mzilikazi en 1868, son fils Lobengula monta sur le trône en 1870 à la suite d'une brève guerre de succession. Grand et robuste, Lobengula était considéré comme un homme sensé et prévenant même par les rapports occidentaux de l'époque ; selon le chasseur sud-africain Frederick H. Barber, qui le rencontra en 1875, il était plein d'esprit, intelligent, autoritaire et « avait tout d'un roi ». Depuis son kraal royal de Bulawayo. Lobengula était initialement ouvert aux entreprises occidentales dans son pays ; il adopta le style vestimentaire occidental et accorda des concessions minières et des droits de chasse aux visiteurs blancs en échange d'argent, d'armes et de munitions. Du fait de l'illettrisme du roi, ces documents étaient rédigés en anglais et en hollandais par des blancs qui s'étaient installés dans son kraal ; pour s'assurer que ce qui était écrit reflétait précisément ce qui était dit, Lobengula faisait traduire et transcrire ses paroles par un des blancs et le texte était retraduit en sindebele par un autre. Lorsque le roi était satisfait des termes du traité, il le signait, apposait le sceau royal (représentant un éléphant) et le faisait ensuite signer par plusieurs témoins blancs dont au moins un rédigeait une approbation de la proclamation.
Pour des raisons inconnues, l'attitude de Lobengula envers les étrangers bascula complètement à la fin des années 1870. Il abandonna les vêtements occidentaux en faveur des tenues traditionnelles en peaux de bêtes, arrêta de soutenir les entreprises commerciales occidentales et commença à limiter les déplacements des blancs dans et autour de son pays. Ces derniers continuaient cependant de venir, en particulier après la découverte en 1886 de dépôts d'or dans la république sud-africaine du Transvaal ; cette ruée vers l'or de Witwatersrand entraîna notamment la fondation de Johannesburg. À la suite de rumeurs selon lesquelles des territoires encore plus riches se trouveraient au nord du Limpopo, les mineurs commencèrent à se rendre sur place pour demander à Lobengula de leur accorder des concessions dans le Matabeleland et le Mashonaland. Ces tentatives furent pour la plupart vaines. En dehors de la concession Tati couvrant une petite bande de terre le long de la frontière avec le Bechuanaland où les mineurs opéraient depuis 1868, les opérations de prospection dans le reste du pays matabélé restèrent peu nombreuses.
La personnalité politique et économique la plus influente d'Afrique australe à l'époque était Cecil Rhodes, le fils d'un pasteur qui avait quitté l'Angleterre en 1870 à l'âge de 17 ans. Après avoir racheté les concessions minières de Kimberley à partir 1871, Rhodes acquit une domination quasi complète sur le commerce mondial des diamants avec l'aide d'associés dont Charles Rudd, Alfred Beit et le généreux soutien financier de Nathan M. Rothschild. Rhodes fut également élu au parlement du Cap en 1881. Durant la « ruée vers l'Afrique » des puissances européennes, il envisagea l'annexion de territoires permettant de relier l'ensemble des possessions africaines de l'Empire britannique et de créer une liaison ferroviaire allant du Caire au nord au Cap au sud. Cette ambition était directement entravée par la présence des républiques boers et des possessions matabélées juste au nord d'elles. Le fait que le bassin du Limpopo-Zambèze n'ait pas été attribué à une quelconque sphère d'influence lors de la conférence de Berlin de 1884-1885 compliquait encore plus la situation ; les Boers, les Allemands et les Portugais témoignaient tous de leur intérêt pour la région, ce qui irritait Lobengula et Rhodes.

## Traité Moffat

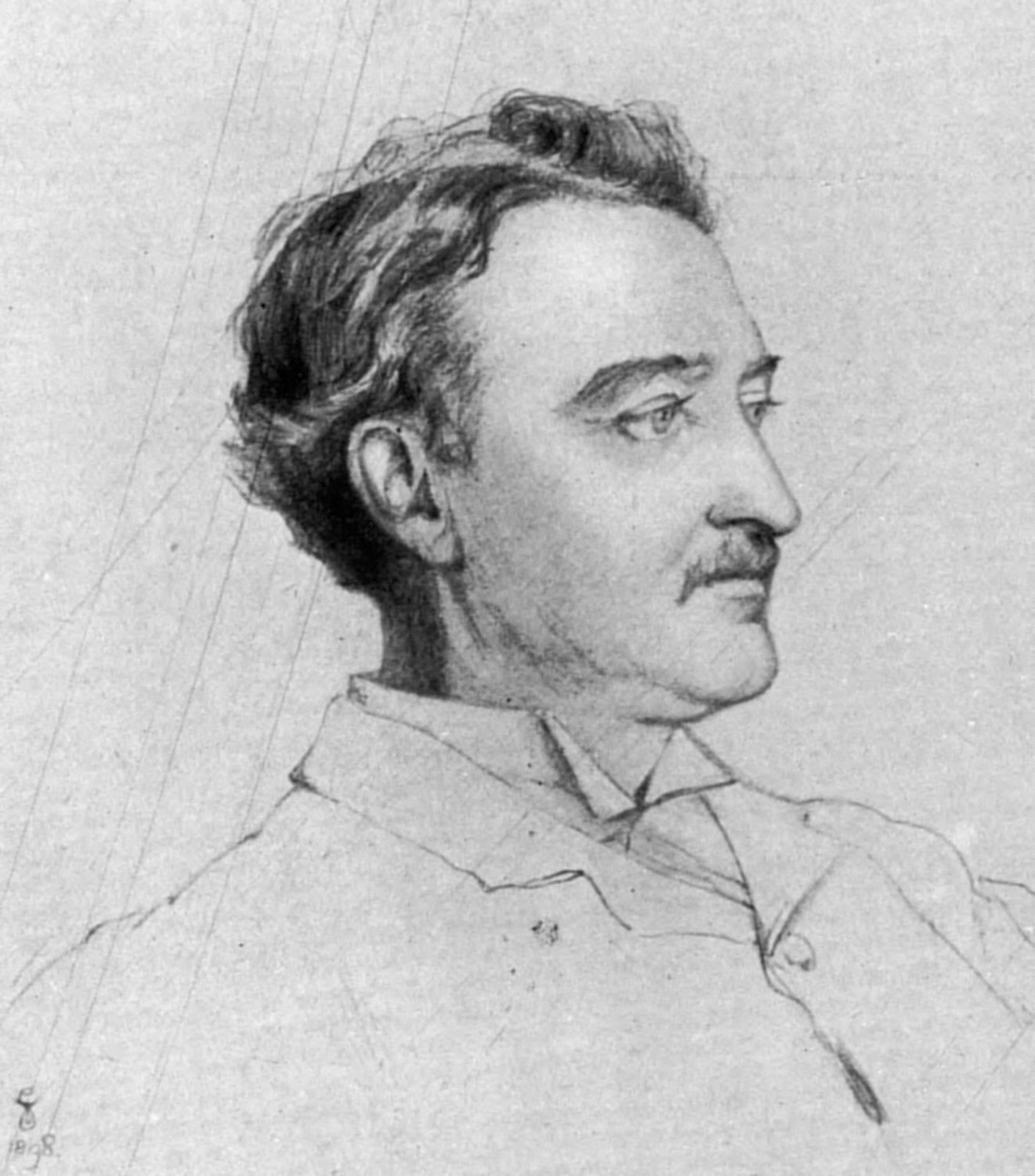
Cecil Rhodes par Violet Manners

Rhodes commença à faire campagne pour l'annexion du Matabeleland et du Mashonaland par le Royaume-Uni en 1887 en faisant pression sur plusieurs hauts responsables coloniaux dont le haut-commissaire pour l'Afrique du Sud, Hercules Robinson et Sidney Shippard, l'administrateur britannique du territoire du Bechuanaland se trouvant immédiatement entre Le Cap et le Matabeleland. Shippard, un ancien ami de Rhodes, fut particulièrement enthousiasmé par l'idée et en mai 1887, il écrivit à Robinson que le Mashonaland était « sans aucune doute le territoire le plus riche au sud du Zambèze ». Ce furent cependant les Boers qui furent les premiers à obtenir des succès diplomatiques avec Lobengula. Pieter Grobler signa un traité de « renouvellement d'amitié » entre le Matabeleland et la république du Transvaal en juillet 1887. Le même mois, Robinson nomma John Smith Moffat, un missionnaire né sur place, comme commissaire adjoint du Bechuanaland. Moffat, bien connu de Lobengula, reçut cette fonction dans l'espoir qu'il pourrait convaincre le roi d'être plus favorable aux intérêts britanniques et de s'opposer aux Boers,
En septembre 1887, Robinson écrivit à Lobengula, via Moffat, pour presser le roi de n'accorder aucune concession à des représentants boers, allemands ou portugais sans consulter auparavant le missionnaire. Moffat arriva à Bulawayo le 29 novembre et découvrit que Grobler était toujours dans le kraal. Comme les termes exacts du traité négocié par Grobler n'avaient pas été rendus publics, les observateurs extérieurs s'interrogeaient sur le contenu du document ; les journaux d'Afrique du Sud rapportèrent que le traité de juillet 1887 faisait du Matabeleland un protectorat de la république du Transvaal. Grobler nia les affirmations des journaux et le roi déclara qu'un accord existait mais qu'il s'agissait simplement d'un renouvellement du traité de Pretorius.

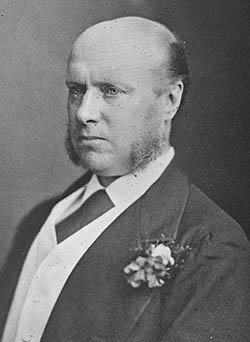
Hercules Robinson, le haut-commissaire britannique pour l'Afrique du Sud

À Pretoria, un agent britannique rencontra en décembre Paul Kruger, le président de la république du Transvaal, qui aurait rapporté que son gouvernement considérait que le Matabeleland était sous la « protection et la souveraineté » du Transvaal et que l'une des clauses du traité Grobler était que Lobengula ne pouvait accorder aucune concession ou entamer des discussions avec quiconque sans l'accord de Pretoria. Lors d'une rencontre à Grahamstown le jour de Noël, Rhodes, Shippard et Robinson demandèrent à Moffat d'enquêter sur cette affirmation, d'obtenir une copie du traité Grobler et d'organiser la signature d'un traité anglo-matabélé officiel par lequel Lobengula s'engagerait à ne négocier qu'avec la Grande-Bretagne.
Lobengula était alarmé par la manière dont certains percevaient ses négociations avec Grobler et était donc réticent à signer d'autres accords avec des étrangers. Malgré sa proximité avec Moffat, le roi ne le considérait pas au-dessus de tout soupçons et il hésitait à s'engager complètement avec les Britanniques ; comme le rapporta Moffat, « ils nous préfèrent peut-être mais ils craignent les Boers encore plus ». Les négociations de Moffat avec le roi et ses conseillers furent donc longues et difficiles. Le missionnaire tenta de les persuader que les Boers les trompaient, que l'interprétation par Pretoria des termes du traité Grobler différait des leurs et que les propositions britanniques leur étaient plus favorables. Il avança que le traité britannique renouvellerait l'accord signé par d'Urban et Mzilikazi en 1836 lorsque les Matabélés étaient encore au sud du Limpopo. Le 11 février 1888, Lobengula accepta l'accord et apposa son sceau en bas du traité. Le document proclamait que les Matabélés et les Britanniques étaient en paix, que Lobengula négocierait exclusivement avec les Britanniques et que le roi ne vendrait ou ne céderait aucune partie du Matabeleland ou du Mashonaland.
Le document était unilatéral dans le sens qu'il ne décrivait que ce que Lobengula devrait faire pour éviter la violation des termes du traité. Shippard doutait donc de sa validité car aucun des izindunas ne l'avait signé et il demanda à Robinson s'il serait judicieux de négocier un autre traité. Robinson répondit par la négative en avançant que cela ne ferait que rendre le roi plus suspicieux. Les ministres britanniques de Whitehall considéraient que l'unilatéralité du traité était à l'avantage du Royaume-Uni car il ne lui imposait aucune obligation. Le premier ministre Lord Salisbury considéra que le traité Moffat remplaçait celui de Grobler car la convention de Londres de 1884 signée après la première guerre des Boers n'autorisait la république du Transvaal à négocier des traités qu'avec l'État libre d'Orange ; les accords avec les « tribus autochtones » au nord du Limpopo étaient autorisés mais le premier ministre avança que le Matabeleland était trop bien organisé pour n'être considéré que comme une simple tribu. Il en conclut que le traité Grobler était ultra vires et n'avait aucune valeur juridique. Whitehall autorisa rapidement Robinson à ratifier l'accord Moffat qui fut annoncé au public au Cap le 25 avril 1888.

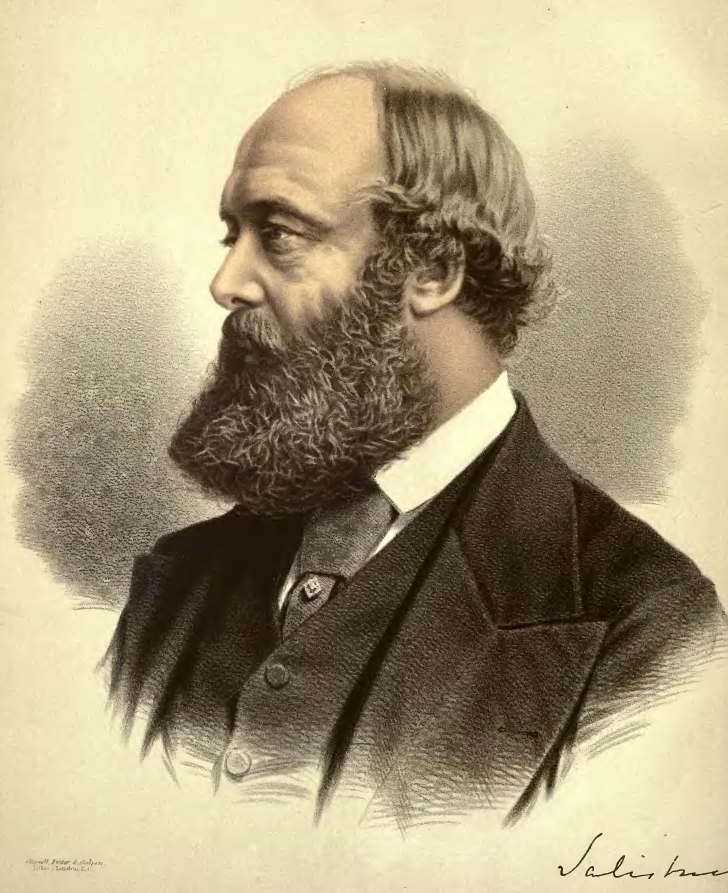
Le premier ministre britannique Lord Salisbury

Pour Rhodes, le traité Moffat était crucial car il lui donnait le temps de finaliser la mise en place de sa domination dans l'industrie diamantifère sud-africaine. Il aurait été possible pour Lobengula de se soustraire à ses obligations en menant une autre migration au nord du Zambèze mais Rhodes espérait qu'il resterait sur place pour empêcher l'expansion des Boers. En mars 1888, Rhodes racheta la société de son dernier concurrent, l'ancien comédien et millionnaire Barney Barnato, pour former l'entreprise De Beers Consolidated Mines contrôlant 90 % de la production mondiale de diamants. Barnato voulait contraindre De Beers à ne faire qu'extraire des diamants mais Rhodes annonça qu'il allait utiliser la compagnie pour « gagner le nord » ; à cette fin, il s'assura que l'acte de fiducie de l'entreprise autorisait des activités très éloignées de l'extraction minière comme la construction de chemin de fer, les activités bancaires, la capacité à annexer et à administrer des territoires et à disposer de forces armées. Associé à sa puissance économique, cela donnait à De Beers des pouvoirs similaires à ceux qu'avaient la Compagnie anglaise des Indes orientales ayant gouverné l'Inde pour le compte de la Grande-Bretagne de 1757 à 1857. Grâce à De Beers et Gold Fields of South Africa, la société d'extraction aurifère qu'il avait créée avec Charles Rudd, Rhodes avait les moyens financiers de faire de son rêve d'un empire africain une réalité. Néanmoins, il avait besoin que le gouvernement britannique lui accorde une charte royale pour qu'il puisse administrer des territoires au nom du Royaume-Uni. Pour obtenir cette charte, il fallait qu'il présente à Whitehall une concession, signée par un souverain local, lui accordant des droits de prospection exclusifs dans les territoires qu'il espérait annexer.

## Concession

### Course vers Bulawayo

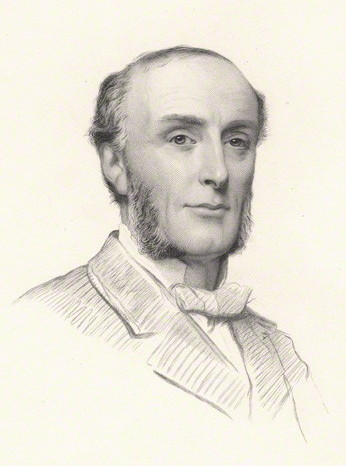
Le secrétaire d'État aux colonies britannique Lord Knutsford

Dans sa tentative pour obtenir des concessions minières dans le Matabeleland, Rhodes était opposé à deux financiers londoniens, George Cawston et Lord Gifford. Ils désignèrent Edward Arthur Maund qui avait participé à l'expédition de Charles Warren dans le Bechuanaland entre 1884 et 1885 comme leur représentant. Cawston et Gifford étaient avantagés par leur proximité avec le gouvernement britannique mais Rhodes était plus proche du terrain et dernier possédait également un important capital financier et des liens étroits avec les autorités coloniales compétentes. En mai 1888, Cawston et Gifford écrivirent à Lord Knutsford, le secrétaire d'État aux colonies, pour obtenir son soutien. Rhodes et Beit avaient déjà dépêché un homme appelé John Fry au nord pour négocier une concession avec Lobengula à la fin de l'année 1887 mais Fry était revenu à Kimberley les mains vides ; il souffrait d'un cancer qui lui fut fatal quelques mois plus tard. Rhodes devait trouver un nouveau négociateur et l'urgence devint claire après une visite à Londres en juin 1888 lorsqu'il apprit les contacts entre Cawston et Knutsford et le choix de Maund. Rhodes savait que la concession au Matabeleland pourrait être attribuée à quelqu'un d'autre s'il n'obtenait pas rapidement la signature du document. Il dit à Rothschild : « Quelqu'un doit obtenir le pays et je pense que nous sommes les mieux placés. J'ai toujours eu peur des difficultés de négocier avec le roi matabélé. Il est le seul obstacle à l'Afrique centrale car, une fois que nous avons son territoire, le reste est facile… le reste est simplement un système de villages avec des chefs indépendants ».

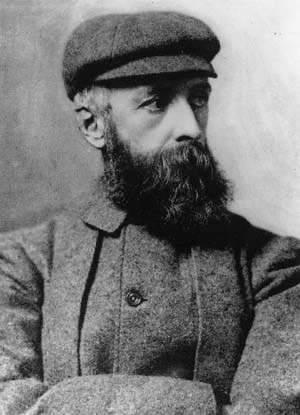
Charles Rudd fut choisi par Rhodes pour mener le groupe du fait de ses talents de négociateur développés lors de ses échanges avec les fermiers boers.

Rhodes et Beit désignèrent Rudd pour mener le groupe des négociateurs du fait de sa longue expérience obtenue lors de l'achat des terres boers pour la prospection aurifère. Comme Rudd connaissait peu de choses des coutumes et des langues locales, Rhodes désigna Francis « Matabele » Thompson, un de ses employés qui avait géré les logements des ouvriers noirs dans les mines de diamants pendant de nombreuses années, pour faire partie du groupe de négociation. Thompson parlait couramment le tswana parlé par les Tswanas habitant au sud-ouest du Matabeleland et pouvait ainsi parler directement avec Lobengula. James Rochfort Maguire, un avocat irlandais que Rhodes avait connu à l'université d'Oxford, fut choisi comme troisième négociateur. De nombreux analystes jugeaient étrange la participation de ce juriste raffiné et mondain et il est souvent avancé qu'il fut intégré à l'expédition pour que le document soit rédigé dans les termes élaborés du barreau britannique et ne puisse pas contesté. L'historien John Galbraith avance cependant que le type d'accord demandé par Rhodes était relativement simple et ne justifiait pas les efforts réalisés pour obtenir la participation de Maguire. Dans sa biographie de Rhodes, Robert I. Rotberg suggère qu'il aurait engagé Maguire pour donner à l'expédition de Rudd « une touche de classe et de culture » dans l'espoir que cela impressionnerait Lobengula et ses potentiels rivaux. L'un des avantages du consortium londonien était le prestige dont disposait Gifford dans la haute société et Rhodes espérait peut-être contrer cela grâce à Maguire. Le groupe de Rhodes comptait ainsi neuf membres : Rudd, Thompson, Maguire, C. D. Dreyer, un cinquième homme blanc, un métis du Cap, un afro-américain et deux serviteurs noirs.
Maund arriva au Cap à la fin du mois de juin 1888 et tenta d'obtenir le soutien de Robinson pour la proposition de Cawston et de Gifford. Ce dernier resta cependant évasif et déclara qu'il soutenait le développement du Matabeleland mais qu'il ne pouvait pas s'engager aux côtés de Gifford et de Cawston alors qu'il restait d'autres candidats potentiels comme Rhodes. Tandis que le groupe de Rudd se préparait à Kimberley, Maund se rendit au nord et atteignit les mines de diamant au début du mois de juillet. Le 14 juillet, Lobengula accorda une concession minière couvrant tout son territoire à des agents représentant un consortium présidé par l'entrepreneur sud-africain Thomas Leask en échange de la moitié des bénéfices. À la lecture du document, Leask fut irrité par cette condition qui selon lui enlevait tout intérêt économique à la concession. Moffat indiqua à Leask que son consortium n'avait de toutes manières pas les ressources nécessaires à l'exploitation de cette concession, à la différence de ceux de Rhodes et de Cawston. Sur les conseils de Moffat, Leask décida d'attendre et d'essayer de vendre sa concession à celui qui parviendrait à obtenir un accord avec Lobengula. Ni Rhodes, ni le consortium Gawston-Gifford, ni les administrateurs coloniaux ne furent immédiatement informés de la concession Leask.
Au début du mois de juillet 1888, Rhodes rentra de Londres et rencontra Robinson pour lui proposer la création d'une compagnie à charte avec lui à sa tête ayant autorité pour administrer et développer le centre-est de l'Afrique et des pouvoirs similaires à ceux des compagnies d'Afrique de l'Est, du Niger et de Nord-Bornéo. Rhodes déclara que cette compagnie prendrait le contrôle des zones du Matabeleland et du Mashonaland « non utilisées » par les populations locales, démarquerait les régions réservées aux autochtones puis qu'elle défendrait l'ensemble tout en développant les zones non attribuées aux indigènes. Il considérait que de cette manière, les intérêts matabélés et mashonas seraient protégés et le centre-est de l'Afrique serait développé sans que cela ne coûte un centime aux finances britanniques. Robinson écrivit à Lord Knutsford le 21 juillet pour lui indiquer qu'il serait judicieux pour Whitehall de soutenir cette idée ; il jugea également que les Boers accepteraient bien mieux l'expansion britannique dans le bassin du Limpopo-Zambèze si elle était réalisée par une compagnie à charte et non par la création d'une colonie de la Couronne. Il rédigea de plus une lettre destinée à Lobengula recommandant Rudd et ses compagnons.

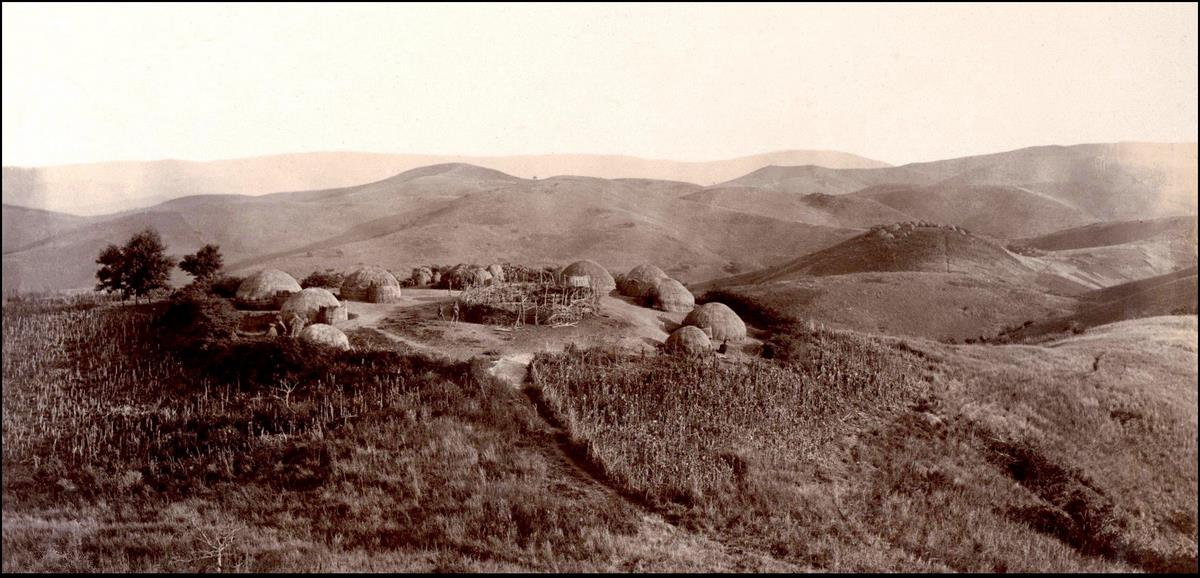
Photographie d'un petit kraal zoulou en 1903

Maund quitta Kimberley en juillet bien avant le groupe de Rudd. L'expédition de ce dernier, disposant du soutien de Robinson, était encore loin d'être prête mais elle quitta Kimberley le 15 août. Moffat, qui avait quitté Shoshong dans le Bechuanaland, était en avance sur les deux groupes et il arriva à Bulawayo à la fin du mois d'août. Le kraal royal était rempli de négociateurs blancs qui espéraient obtenir des concessions mais avaient obtenu peu de résultats malgré les présents offerts au roi.
Entre Kimberly et Mafeking, Maund apprit de Shippard que Grobler avait été tué par un groupe de guerriers ngwatos alors qu'il rentrait au Transvaal et en représailles les Boers menaçaient d'attaquer le chef ngwato Khama III soutenu par les Britanniques. Maund se porta volontaire pour aider Khama III et écrivit une lettre à son employeur expliquant que cela permettrait d'établir des fondations pour une concession de la part du roi ngwato. Cawston répondit laconiquement et lui ordonna de rejoindre Bulawayo sans délai ; près d'un mois était cependant passé et Maund avait perdu son avance sur Rudd. Après avoir ignoré un avertissement posté par Lobengula à dans la concession Tati interdisant l'entrée dans son territoire aux chasseurs et aux négociateurs de concession, l'expédition de Rudd arriva au kraal le 21 septembre 1888, trois semaines avant Maund.

### Négociations
Rudd, Thompson et Maguire se présentèrent immédiatement à Lobengula qui quitta sans hésitations ses quartiers privés pour accueillir poliment les visiteurs. Via un interprète sindebele, Rudd présenta son groupe, expliqua qui étaient ses commanditaires et offrit 100 £ (environ 66 100 £ de 2012) au roi.
Même si la véritable raison de l'expédition avait été évitée pendant quelques jours, Thompson expliqua au roi en tswana ce dont ses associés et lui voulaient discuter. Il avança que ses commanditaires, à la différence des Boers, ne cherchaient pas de terres, mais voulaient simplement extraire l'or présent dans le bassin du Limpopo-Zambèze. Il n'y eut que des discussions sporadiques durant les semaines qui suivirent. Moffat, qui était resté à Bulawayo était parfois sollicité par le roi pour obtenir des conseils et le missionnaire défendit subtilement les demandes de Rudd. Il également informa le roi que Shippard allait réaliser une visite officielle en octobre et conseilla le roi ne pas prendre de décisions avant.
Accompagné du capitaine Hamilton Goold-Adams et de 16 policiers, Shippard arriva à la mi-octobre 1888. Durant son séjour, le roi suspendit les négociations sur les concessions pour se consacrer à des réunions avec lui. L'administrateur colonial dit au roi que les Boers désiraient ardemment de nouvelles terres et se préparaient à envahir son pays ; il défendit également la cause de Rudd en avançant qu'il agissait pour le compte d'une puissante organisation soutenue par la reine Victoria.
Comme octobre passa sans progrès notable, Rudd s'impatienta et envisagea de rentrer à Witswatersrand mais Rhodes insista pour qu'il ne quitte pas Bulawayo sans l'accord : « Vous ne devez laisser aucun vide. Laissez Thompson et Maguire si nécessaire ou attendez que je puisse vous rejoindre… Si nous voulons quelque chose, nous devons toujours avoir quelqu'un sur place ». Ainsi empêché de partir, Rudd essaya vigoureusement de persuader Lobengula de participer à des négociations directes sur une concession mais fut repoussé à plusieurs reprises. Le roi accepta uniquement de regarder le brouillon, essentiellement écrit par Rudd, juste avant le départ de Shippard à la fin du mois d'octobre. Lors de cette réunion, Lobengula échangea avec Rudd sur les termes du traité pendant plus d'une heure. Charles Daniel Helm, un missionnaire résidant dans les alentours, fut convoqué par le roi pour servir d'interprète. Selon Helm, Rudd fit oralement plusieurs promesses au souverain qui ne furent pas incluses dans le document écrit. Rudd aurait ainsi indiqué ainsi qu'« il ne ferait pas venir plus de dix blancs pour travailler dans le pays, qu'ils ne mineraient pas près des villes et qu'ils se soumettraient aux lois du pays ».
Après ces discussions avec Rudd, Lobengula convoqua un indaba (« conférence ») de plus de 100 izindunas pour exposer les termes du traité et connaître leur opinion. Il devint rapidement clair que les participants étaient divisés : la majorité des plus jeunes chefs tribaux était opposée à tout octroi de concession quelles qu'elles soient tandis que le roi et beaucoup des chefs les plus âgés étaient ouverts à la proposition de Rudd. L'idée d'un monopole minier dans les mains des puissants commanditaires de Rudd avait ses avantages car elle mettrait un terme aux incessantes demandes de la part de prospecteurs indépendants mais certains demandaient que la concurrence se poursuive pour obtenir les termes les plus favorables possibles.

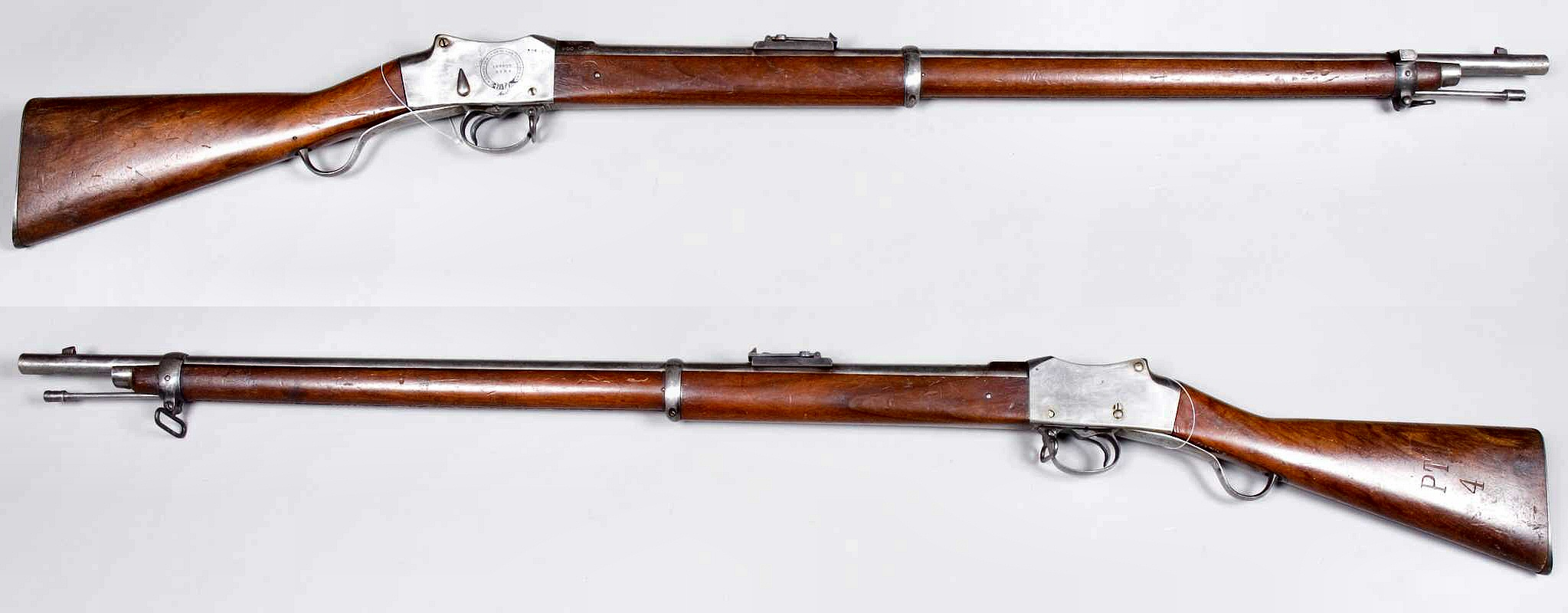
Les fusils Martini-Henry proposés par Rudd se révélèrent être des éléments clés pour convaincre Lobengula d'accorder la concession.

Pour de nombreux membres de l'indaba, la question la plus pressante était la sécurité du Matabeleland. Si Lobengula considérait les Boers comme des adversaires plus redoutables que les Britanniques, il savait que le Royaume-Uni était plus influent sur la scène mondiale. De plus à la différence des Boers qui voulaient des terres, Rudd avançait qu'il n'était intéressé que par le commerce et la prospection minière. Le souverain conclut donc que s'il acceptait la proposition de Rudd, il conserverait ses terres et serait protégé des incursions boers par les Britanniques.
Les termes proposés par Rudd étaient bien plus généreux que ce que ses concurrents pouvaient offrir. Si Lobengula acceptait, il recevrait 1 000 fusils Martini-Henry à chargement par la culasse, 100 000 cartouches, un bateau à vapeur sur le Zambèze (ou 500 £) et une pension à vie de 100 £ par mois (environ 66 100 £ de 2012). Plus que l'argent, le roi était impressionné par les offres d'armes ; il disposait alors d'entre 600 et 800 fusils mais presque aucune munition. La proposition de Rudd augmenterait considérablement son arsenal et lui permettrait de mieux se défendre dans le cas d'une guerre contre la république du Transvaal. Les armes lui permettraient également de garder le contrôle sur les différentes factions de son royaume. Lobengula avait demandé à plusieurs reprises à Helm de lui présenter le texte dans les moindres détails pour être sûr d'en comprendre parfaitement les termes. Aucune des supposées promesses orales de Rudd ne figurait dans le document et étaient donc juridiquement nulles si tant est qu'elles aient existé ; le roi sembla pourtant considérer qu'elles figuraient dans le texte.
Les dernières négociations commencèrent au kraal royal le matin du 30 octobre. Les discussions eurent lieu lors d'un indaba entre les chefs tribaux et le groupe de Rudd ; le roi n'était pas présent mais se tenait à proximité. Les izindunas questionnèrent Rudd sur les lieux qu'il envisageait de prospecter et ce dernier répondit qu'il voulait des droits sur l'ensemble du pays. Lorsque les chefs tribaux présentèrent leurs objections, Thompson insista : « Non, nous devons avoir le Mashonaland, et jusqu'au Zambèze aussi ; en fait, l'ensemble du pays ». Selon le compte-rendu de Thompson, cela provoqua une certaine confusion au sein de l'indaba dont les membres semblaient ne pas savoir où se trouvaient ces régions. L'un des chefs tribaux déclara que « le Zambèze doit se trouver là » en pointant le sud au lieu du nord. Dans les mots de l'historien Arthur Keppel-Jones, les représentants matabélés prolongèrent les discussions par des « démonstrations d'ignorance géographique et de procrastination » jusqu'à ce que Rudd et Thompson n'annoncent qu'ils en avaient terminé et se lèvent pour partir. Les izindunas s'alarmèrent et demandèrent aux émissaires de rester et de continuer les discussions. Ils acceptèrent et il fut décidé que le chef Lotshe et Thompson rapporteraient ensemble les délibérations au roi.

### Accord
Après avoir échangé avec Lotshe et Thompson, le roi était toujours hésitant. Thmpson lui demanda alors : « Qui donne une sagaie à un homme s'il s'attend à ce qu'il l'attaque par la suite ». Voyant l'allusion aux fusils Martini-Henry, Lobengula fut convaincu par cette logique ; il décida d'accorder la concession et déclara « apportez-moi ce papier couvert de chiures de mouches et je le signerai ». Thompson quitta brièvement la pièce pour inviter Rudd, Maguire, Helm et Dreyer. Ils s'assirent en demi-cercle autour du roi qui apposa sa signature au document dont le texte était:
Alors que Lobengula apposa sa signature au pied du document, Maguire se tourna vers Thompson et lui dit « Thompson, c'est le plus grand moment de nos vies ». Après les signatures de Rudd, Maguire et de Thompson, Helm et Dreyer ajoutèrent leurs signature en tant que témoins et Helm rédigea une approbation sur le côté:
Lobengula refusa que l'un de ses izindunas ne signe le document. La raison exacte n'est pas clair. Selon Rudd, le roi jugeait qu'il les avait déjà consulté la veille lors de l'indaba et qu'il n'était donc pas nécessaire qu'ils signent. Keppel-Jones avance que Lobengula aurait considéré qu'il aurait été plus difficile de désavouer le document par la suite s'il portait la signature d'un izinduna à côté de la sienne.

## Querelle sur la validité

### Annonce et réception
Quelques heures seulement après la signature du document, Rudd et Dreyer se mirent en route vers le sud pour apporter le traité à Rhodes. Thompson et Maguire restèrent à Bulawayo pour s'assurer qu'elle ne soit pas menacée par des offres concurrentes. Rudd arriva à Kimberly le 19 novembre 1888, 20 jours après la signature du document, et commenta avec jubilation que cela en faisait un record de vitesse qui ne serait certainement pas battu avant l'arrivée du chemin de fer. Rhodes fut enthousiasmé par le succès et déclara que la concession était « tellement gigantesque, que c'est comme donner toute l'Australie à un homme ». Les deux hommes rejoignirent Le Cap en train et rencontrèrent Robinson le 21 novembre.
Robinson était satisfait et il voulut que l'annonce soit rendue publique immédiatement mais Rhodes savait que la livraison de 1 000 fusils Martini-Henry serait reçue avec appréhension par les Boers ; il suggéra que cette clause de l'accord soit gardée secrète jusqu'à ce que les armes soient au Bechuanaland. Rudd prépara donc une version expurgée du document ne mentionnant pas les fusils qui fut publiée dans les journaux Cape Times et le Cape Argus le 24 novembre 1888. Les articles décrivaient le paiement comme « la rétribution de grande valeur d'un important paiement mensuel en espèces, un bateau à vapeur pour des missions défensives sur le Zambèze et d'autres services ». Deux jours plus tard, le Cape Times imprima une déclaration de Lobengula:
Le roi avait cependant déjà commencé à recevoir des rapports lui indiquant qu'il avait été trompé et avait « vendu son pays ». La rumeur commença à se répandre à Bulawayo qu'avec la concession Rudd (comme le document devint appelé), Lobengula avait accordé des droits bien plus importants que ce qu'il pensait. Certains Matabélés se mirent à questionner le jugement du roi. Alors que les izindunas s'agitaient, Moffat se demanda si Lobengula pourrait garder le contrôle. Thompson fut convoqué par les izindunas et interrogé pendant plus de dix heures avant d'être libéré ; selon Thompson, ils étaient « même prêts à suspecter le roi ». D'autres rumeurs circulant parmi les résidents blancs du kraal annonçaient qu'une force clandestine dans la république du Transvaal voulait renverser Lobengula pour le remplacer par Gambo, un influent induna. Horrifié par ces informations, Lobengula tenta de renforcer sa position en désignant un bouc émissaire. Lotshe, qui avait défendu l'octroi de la concession, fut condamné pour avoir trompé le roi ; il fut exécuté ainsi que sa famille élargie et ses partisans soit plus de 300 hommes, femmes et enfants,. Dans le même temps, Rhodes et Rudd retournèrent à Kimberley et Robinson écrivit au Colonial Office pour l'informer des termes de la concession Rudd.

### Ambassade de Lobengula

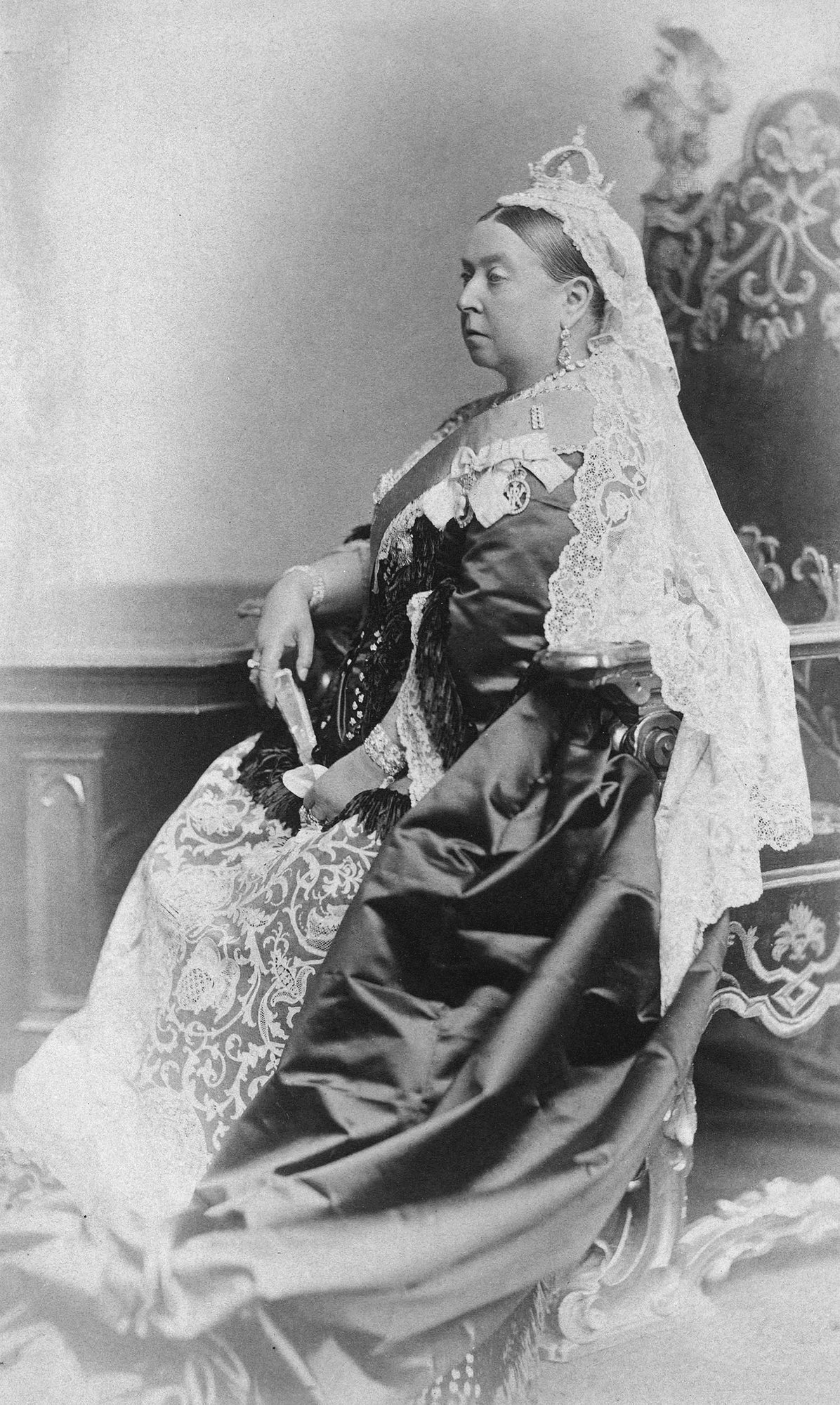
Les Matabélés désignaient la reine Victoria du Royaume-Uni comme la « reine blanche ». Lobengula envoya des émissaires à sa rencontre pour, entre autres choses, confirmer son existence.

Alors qu'il réassurait Thompson et Maguire qu'il avait uniquement désavoué l'idée qu'il avait vendu son pays et non la concession elle-même, dont il réaffirma la validité, Lobengula demanda à Maund d'accompagner deux de ses izindunas, Babayane et Mshete, en Angleterre pour qu'ils puissent rencontrer la reine Victoria ; l'objectif officiel de cette mission était d'apporter une lettre à la souveraine pour se plaindre des incursions portugaises dans l'est du Mashonaland mais officieusement, elle devait chercher conseil sur la crise en cours à Bulawayo. L'expédition était également motivée par le simple désir de Lobengula et de ses conseillers de savoir si cette reine blanche, dont les blancs ne juraient que par elle, existait réellement. La lettre du roi se terminait par une demande à la reine d'envoyer un de ses représentants à Bulawayo. Maund, qui voyait là une seconde chance d'obtenir sa propre concession, peut-être aux dépens de Rudd, déclara qu'il serait plus que ravi d'aider mais Lobengula doutait de sa fiabilité ; lorsque Maund évoqua la possibilité d'une nouvelle concession dans la vallée de la Mazowe (en), le roi répondit : « Emmenez mes hommes en Angleterre pour moi et nous discuterons de cela à votre retour ». Johannes Colenbrander, un aventurier du Natal, fut recruté pour accompagner les émissaires matabélés et servir d'interprète.
Au même moment, un groupe de prospecteurs de l'Austral Africa Company mené par Alfred Haggard approcha de la frontière sud-ouest du territoire de Lobengula dans l'espoir d'obtenir sa propre concession ; apprenant cela, le roi honora l'un des termes de la concession Rudd en autorisant Maguire à mener un groupe de guerriers pour repousser Haggard. Alors que la lettre de Robinson à Lord Knutsford se rendait en Angleterre par mer, le secrétaire d'État aux colonies apprit la signature de la concession Rudd via Cawston et Gifford. Lord Knutsford envoya un télégramme à Robinson le 17 décembre pour lui demander si ce que lui avait dit le consortium londonien concernant les fusils Martini-Henry était véridique : « Si les fusils sont un élément de la rétribution, comme rapporté, pensez vous qu'il y ait un risque de complications? » Robinson répondit en intégrant un compte-rendu de Shippard dans lequel ce dernier expliquait la manière dont la concession avait été négociée et son opinion selon laquelle les Matabélés étaient bien moins expérimentés avec les fusils qu'avec les sagaies et ne représentant donc pas une véritable menace. Il ajouta qu'il ne serait pas diplomate de donner des armes à Khama III et aux autres chefs locaux tout en les refusant à Lobengula et qu'un Matabeleland convenablement armé pourrait dissuader les Boers d'intervenir.
Surpris par les nouvelles d'une mission matabélée à Londres, Rhodes tenta de discréditer publiquement les titres des izindunas et de les empêcher de quitter l'Afrique. Lorsque les émissaires arrivèrent à Kimberley, Rhodes demanda à son ami et conseiller, Leander Starr Jameson, d'inviter Maund dans sa résidence. Ce dernier était méfiant mais accepta l'invitation. Rhodes lui fit des propositions financières pour qu'il abandonne le consortium londonien mais Maund refusa et Rhodes déclara avec fureur qu'il demanderait à Robinson de l'arrêter au Cap. Les émissaires matabélés arrivèrent au Cap à la mi-janvier 1889 et découvrirent que les menaces de Rhodes étaient réelles ; pour retarder leur départ, Robinson discrédita le groupe en envoyant des télégrammes au Colonial Office dans lequel il décrivait Maund comme « dangereux » et « malhonnête », Colenbrander comme « parfaitement indigne de confiance » et Babayane et Mshete comme n'étant pas des izindunas ou des chefs. Cawston télégraphia avec amertume à Maund qu'il était inutile d'essayer de partir tant que Robinson continuait sur cette voie.

### Accord entre Rhodes et le consortium londonien
Rhodes arriva au Cap pour échanger à nouveau avec Maund mais son état d'esprit avait évolué. Après avoir vu le message destiné à la reine Victoria, il déclara qu'il considérait que l'expédition matabélée pourrait étayer la concession si le consortium londonien acceptait de mettre en commun ses intérêts avec les siens. Il dit à Maund de télégraphier cette proposition à ses commanditaires à Londres. Maund supposa que le changement d'attitude de Rhodes était lié à la menace posée par la mission matabélée à sa concession ; en réalité, l'idée d'un rapprochement des deux rivaux venait de Lord Knutsford qui le mois précédent avait suggéré à Cawston et Gifford qu'ils auraient bien plus de chances de gagner une charte royale s'ils joignaient leurs intérêts avec ceux de Rhodes. Cette unification, qui mettait un terme à la longue lutte entre Rhodes et ses rivaux londoniens, fut acceptée avec joie par les deux camps ; Cawston et Gifford pouvaient à présent profiter des considérables ressources financières et politiques de Rhodes qui de son côté n'avaient plus à craindre leur concurrence sur la concession Rudd.
La question de la concession Leask, dont le groupe de Rudd avait appris l'existence à Bulawayo à la fin du mois d'octobre, restait cependant encore en suspens. Rhodes était résolu à l'obtenir car comme il le dit à Rudd : « je vois bien que même si la concession [Leask] n'a aucune valeur, elle élimine logiquement la vôtre ». Ce détail fut réglé à la fin du mois de janvier 1889 quand Rhodes parvint à un accord avec Leask et ses associés, James Fairbairn et George Phillips, de Johannesburg. Leask reçut 2 000 £ (environ 1,3 million de livres de 2012) en espèces, une participation de 10 % dans la concession Rudd et 10 % de son propre accord avec Lobengula. Fairbairn et Phillips reçurent chacun une indemnité annuelle de 300 £ (environ 200 000 £ de 2012,). Une fois libéré de l'opposition de Rhodes, Robinson modifia son attitude envers la mission matabélée et télégraphia à Whitehall que de nouvelles enquêtes avaient finalement confirmé que Babayane et Mshete étaient des chefs et qu'ils pouvaient donc être autorisés à embarquer pour l'Angleterre.

### Enquête de Lobengula
Les articles sur la concession publiés dans les journaux sud-africains commencèrent à arriver à Bulawayo au milieu du mois de janvier 1889. William Tainton, un des résidents blancs du kraal royal, traduisit une coupure de presse pour Lobengula en enjolivant certains détails ; il dit que le roi avait vendu son pays, que les bénéficiaires de la concession pouvaient prospecter où ils le désiraient y compris à l'intérieur et à proximité des kraals et qu'ils pouvaient mener une armée dans le Matabeleland pour renverser Lobengula. Le roi demanda à Helm de relire et de traduire la copie de la concession qui était restée à Bulawayo ; Helm s'exécuta et indiqua qu'aucune des affirmations de Tainton ne se trouvaient dans le document. Lobengula dit alors qu'il désirait dicter une annonce. Helm refusa et Tainton traduisit et transcrivit les paroles du roi:
J'ai vu qu'il était publié dans tous les journaux que j'ai accordé une concession minière dans tout mon pays à charles dunell rudd, rochford maguire [sic], et francis robert thompson.

Cette annonce fut publiée dans le Bechuanaland News and Malmani Chronicle le 2 février 1889. Les izindunas et les blancs de Bulawayo furent convoqués à un indaba mais comme Helm et Thompson n'étaient pas présents, le début de l'enquête fut repoussé au 11 mars. Comme lors des négociations avec Rudd et Thompson en octobre, Lobengula ne participa pas directement à la réunion. Les izindunas interrogèrent Helm et Thompson pendant de longues heures et plusieurs blancs donnèrent leurs opinions sur la concession. Un groupe de missionnaires joua un rôle de médiation. L'opposition ne fut pas menée par les izindunas mais par les autres blancs et en particulier Tainton.
Tainton et les autres opposants blancs à la concession avancèrent que le document accordait aux bénéficiaires tous les minerais, toutes les terres et toutes les ressources en bois et en eau du bassin fluvial et qu'il était donc équivalent à l'achat de tout le pays. Thompson, soutenu par les missionnaires, indiqua que seuls les minerais et métaux étaient concernés et que tout ce que les concessionnaires pouvaient faire était couvert par le terme de la concession leur accordant « les pleins pouvoirs de faire toutes les choses qu'ils pourraient juger nécessaire pour se procurer et détenir » les ressources. William Mzisi, un Mfengu du Cap, qui s'était rendu dans les champs diamantifères de Kimberley indiqua que les opérations d'extraction nécessiteraient des milliers d'hommes et non la poignée que Lobengula avait imaginé ; il ajouta que creuser le sol était équivalent à en prendre le contrôle : « Vous dites que vous ne voulez pas de terres mais comment pouvez vous extraire de l'or sans, ne se trouve-t-il pas dans la terre? » Thompson fut ensuite interrogé sur les emplacements exacts où la concession autorisait à creuser ; il affirma que le document les autorisait à prospecter et à creuser dans tout le pays.
Helm devint suspecté par certains izindunas car tous les visiteurs blancs à Bulawayo le rencontraient avant de voir le roi. Ce sentiment fut renforcé par le fait que Helm avait pendant quelque temps été le responsable du courrier de Lobengula et qu'il gérait donc toutes les lettres arrivant au kraal. Il fut accusé d'avoir dissimulé les véritables objectifs de la concession au roi et d'avoir délibérément modifié les prix payés par les commerçants pour le bétail matabélé mais aucune preuve ne fut apportée dans les deux cas. Le quatrième jour de l'enquête, Elliot et Rees, deux missionnaires d'Inyati à environ 60 km au nord-est de Bulawayo, furent interrogés pour savoir si des droits miniers exclusifs pouvaient être obtenus pour des sommes similaires dans d'autres pays comme l'avait affirmé Helm ; ils répondirent par la négative et les izindunas conclurent que soit Helm soit les missionnaires devaient mentir. Elliot et Rees tentèrent sans grand succès de convaincre Lobengula que des hommes honnêtes n'avaient pas toujours les mêmes opinions.
Durant l'enquête, Thompson et Maguire furent menacés et subirent plusieurs vexations. Ignorant les coutumes africaines, les attitudes de Maguire aggravèrent son cas. Il nettoya ainsi son dentier dans ce que les Matabélés considéraient être une source sacrée et versa accidentellement quelques gouttes d'eau de Cologne ; les autochtones interprétèrent cela comme une volonté délibérée d'empoisonner la source et ils affirmèrent que Maguire pratiquait la sorcellerie et qu'il passait ses nuits à parcourir le bush sur le dos d'une hyène.
Rhodes expédia les premières livraisons de fusils dans le Bechuanaland en janvier et février 1889 au rythme de 250 par mois et demanda à Jameson, Frederick Rutherfoord Harris et un commerçant de Shoshong, George Musson, de les acheminer jusqu'à Bulawayo. Lobengula avait accepté les paiements prévus par la concession Rudd (et continua ainsi pendant les années qui suivirent) mais lorsque les armes arrivèrent au début du mois d'avril, il refusa d'en prendre possession. Jameson les plaça sous une toile dans le campement de Maguire et resta au kraal pendant dix jours. Il quitta ensuite Bulawayo avec Maguire en laissant les fusils sur place. Quelques semaines plus tard, Lobengula dicta à Fairbairn une lettre destinée à la reine Victoria dans laquelle il avançait qu'il n'avait pas voulu accorder des droits sur les minerais et que les izindunas et lui désavouaient le document.

### Rencontre avec la reine Victoria

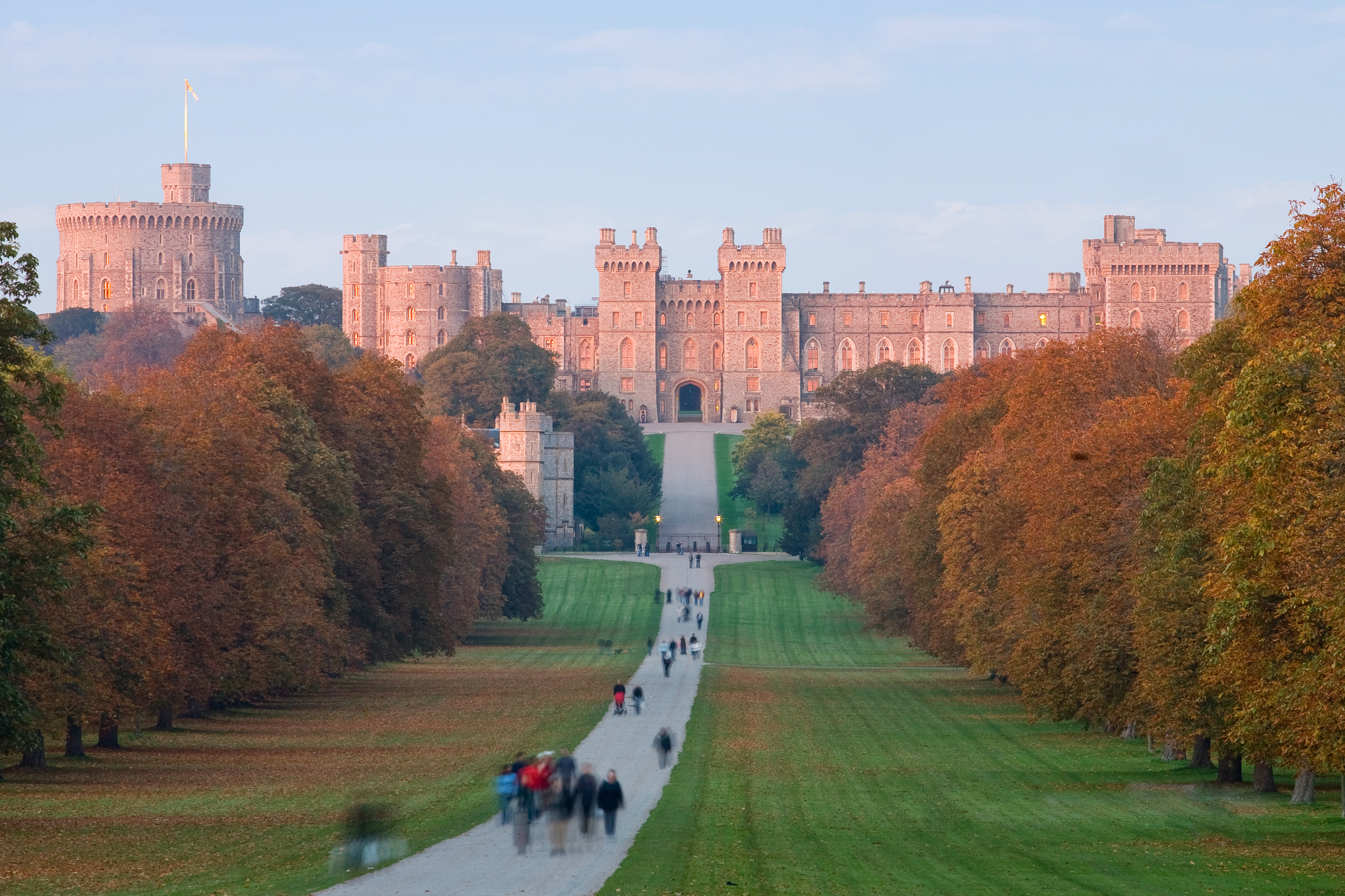
Le château de Windsor où la reine Victoria reçut les émissaires matabélés en mars 1889.

Après leur longue attente au Cap, Babayane, Mshete, Maund et Colenbrander embarquèrent à bord du Moor pour rallier l'Angleterre et ils débarquèrent à Southampton au début du mois de mars 1889. Ils rejoignirent Londres par train et résidèrent dans le Berners Hotel sur Oxford Street avant d'être invité au château de Windsor deux jours plus tard. Il était initialement prévu que seuls les deux izindunas et leur interprète participent à la rencontre diplomatique car Maund était un sujet britannique mais Lord Knutsford parvint à obtenir une exception pour Maund car Babayane et Mshete refusait d'y aller sans lui ; le secrétaire d'État indiqua qu'il serait regrettable pour tout le monde si cette rencontre était bloquée par un tel détail du protocole. Les émissaires rencontrèrent la reine et lui présentèrent la lettre de Lobengula ainsi qu'un message oral à son intention.
Les izindunas restèrent à Londres durant tout le mois de mars et participèrent à plusieurs réceptions en leur honneur dont une organisée par la Société de protection des Aborigènes. La Société avait envoyé une lettre à Lobengula pour lui conseiller d'être « méfiant et de rejeter toute proposition qui n'apporterait pas de bénéfices à votre peuple ou vous ». Les diplomates visitèrent les attractions de la capitale britannique dont le zoo de Londres, l'Alhambra Theatre et la Banque d'Angleterre. Voulant intimider les deux chefs, leurs hôtes britanniques leur montrèrent la sagaie du roi zoulou Cetshwayo accrochée sur l'un des murs du château de Windsor et les emmenèrent assister à des manœuvres militaires organisée à Aldershot par Evelyn Wood (en), le commandant qui avait battu les Zoulous en 1879 et avait rapporté la sagaie en Angleterre. Lord Knutsford organisa deux autres réunions avec les izindunas et lors de la seconde, il leur donna la réponse de la reine à Lobengula qui se limitait à de vagues assurances de bonne volonté. Satisfaits, les émissaires reprirent la mer pour rentrer chez eux.

### Octroi de la charte royale
À la fin du mois de mars 1889, alors que les izindunas étaient sur le point de quitter Londres, Rhodes arriva pour finaliser et officialiser l'accord avec Cawston et Gifford. À leur grand regret, le Colonial Office avait reçu des plaintes contre la concession Rudd émanant de sociétés humanitaires et d'hommes d'affaires londoniens et Lord Knutsford jugeait qu'il ne pouvait pas l'approuver en raison de son ambiguïté et du fait que Lobengula ne semblait plus être en sa faveur. Rhodes accusa initialement Maund d'être responsable de cette situation mais finit par accepter que ce n'était pas de sa faute. Il lui dit de retourner à Bulawayo en se présentant comme un conseiller impartial pour essayer de convaincre le roi d'accepter à nouveau le traité ; dans le cas contraire, il devait obtenir le plus grand nombre possible de concessions mineures.
À Londres, alors que le rapprochement était formalisé, Rhodes et Cawston cherchèrent des personnalités indépendantes pour participer au comité de direction de leur future compagnie à charte. Ils recrutèrent le duc d'Abercorn, un prospère noble irlandais, pour présider la compagnie et le comte de Fife, futur duc de Fife après son mariage à la fille du prince de Galles, pour devenir son adjoint. Le troisième et dernier membre du comité était le neveu et l'héritier apparent du comte Grey, Albert Grey, qui était un impérialiste convaincu déjà impliqué en Afrique du Sud. Pour essayer d'obtenir les faveurs de Lord Salisbury, Rhodes accorda alors la fonction de conseillers permanents de la future compagnie au fils du premier ministre, Lord Robert Cecil. Horace Farquhar, un influent financier londonien et ami du prince de Galles fut intégré plus tard dans l'année au comité sur le conseil du comte de Fife.
Rhodes passa les mois suivants pour rassembler des soutiens à sa cause dans le West End, la Cité de Londres et occasionnellement dans les propriétés rurales de l'aristocratie foncière. Il parvint ainsi à obtenir l'appui, entre autres, de l'influent impérialiste Harry Johnston, d'Alexander Livingstone Bruce (un des membres du comité directeur de la Compagnie d'Afrique de l'Est) et de Lord Balfour de Burleigh. Grâce à l'implication active de Lord Grey et du soutien continu de Lord Salisbury, la cause de Rhodes gagna en influence. La fusion des intérêts avec le consortium londonien fut achevée et Whitehall sembla avoir abandonné ses réserves concernant la validité de la concession Rudd. L'opposition à la charte au Parlement et ailleurs fut affaiblie et avec l'aide des contacts de Rhodes dans la presse dont William Thomas Stead, l'éditeur du Pall Mall Gazette, les médias commencèrent à soutenir l'idée d'une compagnie à charte dans le centre-est de l'Afrique. Cependant, alors que le Colonial Office était sur le point d'accorder la charte royale en juin 1889, la lettre rédigée deux mois auparavant par Lobengula et qui désavouaient la concession Rudd arriva à Londres.
À Londres, Maguire écrivit au Colonial Office pour émettre des doutes sur la nature de la lettre en avançant qu'elle ne portait pas la signature d'approbation d'un missionnaire impartial. Il écrivit également à Thompson, qui se trouvait toujours à Bulawayo, pour lui demander s'il existait des preuves indiquant que le roi avait été trompé durant la rédaction de la lettre de répudiation. Au même moment, les véhémentes attaques de Robinson contre les opposants de la concession Rudd au Parlement poussèrent Lord Salisbury à le remplacer par Henry Brougham Loch. Rhodes déclara qu'il n'était pas inquiet et indiqua à Shippard dans une lettre que « la politique ne sera pas modifiée ». En effet, à la fin du mois de juin 1889, malgré le limogeage de Robinson et le scandale causé par la lettre de Lobengula, Rhodes était parvenu à ses fins. Les inquiétudes de Lord Salisbury concernant l'expansionnisme portugais et allemand en Afrique associées aux pressions personnelles de Rhodes à Londres poussèrent le premier ministre à accepter l'octroi d'une charte royale. Rhodes rentra victorieux au Cap en août 1889 tandis qu'à Londres, Cawston supervisa les derniers préparatifs de la création de la compagnie à charte.

Drapeau de la British South Africa Company

Peu après être arrivé au Cap, Rhodes écrivit à Maund : « Ma part est terminée, la charte soutenant la concession Rudd et nous offrant l'intérieur nous a été accordé… Nous avons l'ensemble reconnu par la reine et même si nous avons finalement eu des problèmes avec le roi [Lobengula], nous serons désormais toujours considérés comme en possession des minerais par les personnes de la métropole [;] ils comprennent bien que les potentats sauvages changent souvent d'avis ». Quelques semaines plus tard, il écrivit à nouveau à Maund qu'avec cette charte royale en place, « quoi que fasse maintenant [Lobengula] n'affectera pas le fait que lorsqu'il y aura une occupation blanche du pays, notre concession sera appliquée à condition que les Anglais et non les Boers prennent le contrôle du pays ». Le 29 octobre 1889, près d'un an jour pour jour après la signature de la concession Rudd, la compagnie de Rhodes, la British South Africa Company (« Compagnie britannique d'Afrique du Sud »), reçut officiellement la charte royale de la part de la reine Victoria. La légitimité de la concession était à présent garantie par la charte, et donc par la Couronne britannique, ce qui la rendait pratiquement inattaquable..

## Conséquences

### Occupation du Mashonaland

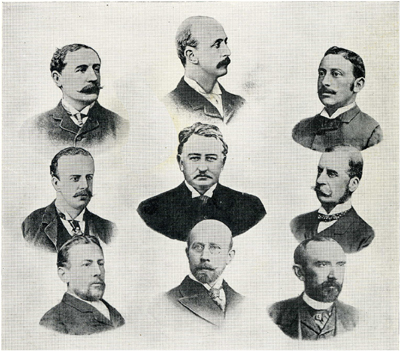
Le premier comité directeur de la British South Africa Company avec de gauche à droite et de haut en bas :
1er rang : Horace Farquhar, Albert Grey et Alfred Beit
2e rang : le comte de Fife, Cecil Rhodes et le duc d'Abercorn
3e rang : Lord Gifford, Herbert Canning et George Cawston

Babayane et Mshete étaient revenus à Bulawayo en août avec Maund et Lobengula avait immédiatement écrit une lettre à Whitehall pour réaffirmer que « si la reine comprend que j'ai cédé tout le pays, ce n'est pas le cas ». Cependant, la lettre n'arriva au Colonial Office de Londres qu'à la fin du mois d'octobre, trop tard pour faire une différence. Dans le même temps, les Britanniques nommèrent un résident officiel à Bulawayo comme Lobengula l'avait demandé ; le roi fut cependant ulcéré quand il apprit qu'il s'agissait de Moffat. Maund indiqua à Lobengula que la concession était sans aucun doute légale et qu'il n'avait pas d'autres choix que de l'accepter. Le souverain se lamenta à Helm : « Avez vous déjà vu un caméléon attraper une mouche ? Le caméléon se place derrière la mouche et reste immobile pendant quelque temps puis il avance très lentement et doucement, une patte après l'autre. Finalement, lorsqu'il est à portée, il projette sa langue et la mouche disparaît. L'Angleterre est le caméléon et je suis cette mouche ».
La charte créant la Compagnie l'obligeait à rester « britannique de nature et de résidence » et définissait sa zone d'opération de manière extrêmement vague : elle avait le droit d'opérer au nord du Bechuanaland et du Transvaal et à l'ouest du Mozambique portugais mais les limites septentrionale et occidentale n'étaient pas indiquées. Cela était délibéré pour permettre à Rhodes d'acquérir autant de territoires qu'il pouvait sans interférences. La Compagnie fut rendue responsable du maintien de la paix et de l'ordre dans ses territoires et elle pouvait le faire « des manières qu'elle jugerait nécessaire ». Elle avait ainsi l'autorité pour entretenir des forces de police et avait, entre autres, pour missions d'abolir l'esclavage, d'interdire la vente d'alcool aux autochtones et de protéger les traditions locales. La charte de la Compagnie était autrement extrêmement ambiguë pour qu'elle puisse opérer librement et administrer et développer les territoires acquis tout en générant des profits.
Rhodes capitalisa la Compagnie à hauteur d'un million de livres (environ 630 millions de livres de 2012) réparties en actions d'une livre et utilisa ses autres sociétés pour investir dans sa nouvelle entreprise. De Beers et Gold Fiels investirent respectivement 200 000 et 100 000 £ tandis que Rhodes apporta personnellement 45 000 £. Finalement, près de la moitié du capital de la Compagnie était détenu par ses principaux responsables, en particulier Rhodes, Beit, Rudd et leurs associés. Rhodes et ses associés entreprirent de gagner des millions dans les années qui suivirent via ce que l'historien Robert Blake décrivit comme « l'un des actes les moins honorables de Rhodes ». Contrairement à ce que Whitehall et l'opinion publique pensait, la concession Rudd n'appartenait initialement pas à la British South Africa Company mais à une société auxiliaire de Rhodes et de ses associées appelée Central Search Association qui avait été discrètement fondée à Londres en 1889. Cette entité « louait » la concession à la Compagnie qui supportait tous les coûts de développement tandis que les bénéfices étaient entièrement reversés à la Central Search Association et partagés entre ses quelques actionnaires. La concession fut finalement vendue à la Compagnie pour un million de livres en 1891. Lorsque les fonctionnaires du Colonial Office découvrirent la ruse en 1891, ils conseillèrent à Lord Knutsford de révoquer la concession mais aucune action ne fut entreprise.

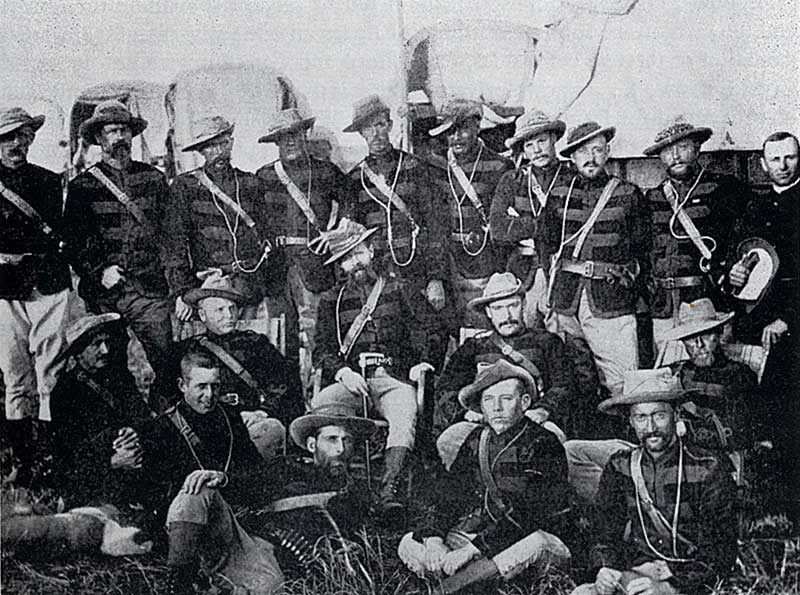
Officiers de la Pioneer Column en 1890

Rhodes devint premier ministre de la colonie du Cap en juillet 1890 grâce au soutien des Afrikaners et annonça que son premier objectif était l'occupation du bassin du Limpopo-Zambèze. En quelques mois, sa Compagnie avait créé la Pioneer Column composée d'une centaine de volontaires qui avait pour mission d'occuper et de commencer le développement du Mashonaland. Chaque pionnier recevrait 12 km2 de terres et 15 droits de prospection en récompense de ses services.
Lobengula accepta impassiblement l'expédition sur l'ordre de son ami Jameson mais beaucoup d'izindunas furent ulcérés par ce qu'ils voyaient comme une appropriation du territoire matabélé. Menés par le major Frank Johnson et le célèbre aventurier Frederick Courtney Selous et escortés par des policiers commandés par le lieutenant-colonel Edward Pennefather, les pionniers contournèrent le centre des territoires de Lobengula en avançant au nord-est puis au nord du Bechuanaland. Ils fondèrent Tuli, Fort Victoria et Fort Charter sur leur route et s'arrêtèrent sur le site de la future capitale, Fort Salisbury (nommé d'après le premier ministre), le 12 septembre 1890 et hissèrent le drapeau du Royaume-Uni durant une cérémonie le lendemain matin.
L'administration du Mashonaland ne fut pas immédiatement rentable pour la Compagnie et ses investisseurs ; cela était en partie lié au coût de la force de police que Rhodes réduisit fortement en 1891 pour économiser de l'argent. Il existait également un problème concernant les propriétés foncières car le Royaume-Uni reconnaissait à la Compagnie la possession du sous-sol du Mashonaland mais pas du terrain en lui-même ; la Compagnie ne pouvait donc pas accorder de titres de propriété ou recevoir des loyers de la part des fermiers.

### Concession Lippert

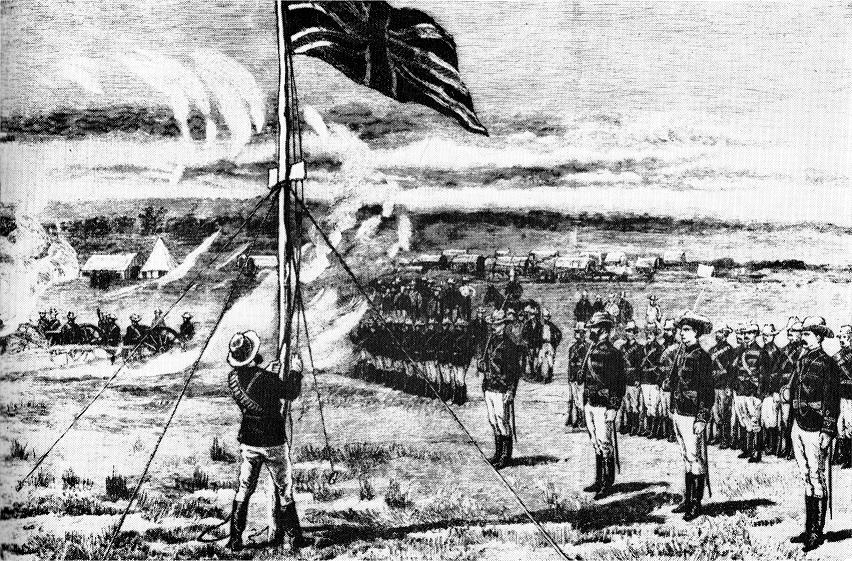
Levée des couleurs britanniques à Fort Salisbury le 13 septembre 1890

Edward Renny-Tailyour, représentant l'homme d'affaires hambourgeois, Eduard Lippert, un cousin éloigné de Beit, tentait d'obtenir une concession de la part de Lobengula dès le début de l'année 1888. Rhodes voyait les activités de Lippert comme une gêne et il tenta sans succès à plusieurs reprises de négocier avec lui. En avril 1891, Renny-Tailyour annonça qu'il avait conclu un accord avec Lobengula : en échange du paiement de 1 000 £ immédiatement et d'une indemnité annuelle de 500 £, le roi accordait à Lippert l'exclusivité des droits pour administrer le commerce, frapper de la monnaie et établir des banques dans le territoire de la Compagnie. L'authenticité du document était controversée essentiellement car les seuls témoins à l'avoir signé, en dehors de Mshete, étaient des associés de Renny-Tailyour dont l'un affirma rapidement que Lobengula croyait accorder une concession au fils de Theophilus Shepstone et que Lippert n'était qu'un intermédiaire. La concession Lippert présentait donc de nombreux défauts mais Lippert considérait qu'il pourrait en obtenir un bon prix de la part de la Compagnie ; il exigea 250 000 £ (environ 155 millions de livres de 2012) en espèces ou en actions.
Rhodes, soutenu par le nouveau haut-commissaire Loch, qualifia la concession Lippert de contrefaçon et accusa les agents locaux de Lippert d'être des ennemis de la paix. Loch déclara que toutes les concessions ne possédant pas l'approbation du haut-commissaire britannique étaient invalides et assura Rhodes que si Lippert essayait de rendre public son accord, il délivrerait une proclamation condamnant la violation de la charte de la Compagnie et entreprendrait des actions judiciaires. Le Colonial Office considérait également que les revendications de Lippert empiétaient sur la concession Rudd. Assuré du soutien du gouvernement britannique, Rhodes déclara qu'il ne paierait pas le prix demandé par Lippert qu'il qualifiait de chantage et Loch ordonna l'arrestation de Renny-Tailyour. Rhodes s'interrogea cependant rapidement sur la sagesse de s'opposer à Lippert. Beit télégraphia à Rhodes le 31 mai 1891 qu'il considérait que la concession Lippert était réelle et que sa légitimité pourrait être prouvée devant un tribunal britannique. Il indiqua donc qu'il serait plus sûr de simplement racheter la concession et Rhodes lui demanda de commencer à négocier.
Le document de Lippert se révéla être particulièrement intéressant pour Rhodes car il incluait une concession sur les terres qui manquait à la Compagnie et qui était nécessaire pour que Whitehall reconnaisse officiellement sa possession du territoire occupé dans le Mashonaland. Après deux mois de discussions difficiles, Rudd prit la tête des négociations. Lippert et lui acceptèrent le 12 septembre 1891 que la Compagnie obtienne la concession à la condition qu'elle soit formalisée plus officiellement par Lobengula ; en échange, la Compagnie lui accorderait un territoire de 190 km2 de son choix dans le Matabeleland (avec tous les droits miniers), 30 000 actions de la Compagnie et d'autres incitations financières
Le succès de ce plan reposait sur le fait que Lobengula continue de croire que Lippert agissait contre Rhodes et non pour son compte. Le pieux Moffat était profondément troublé par l'« immoralité palpable » de cette tromperie mais il accepta ne pas interférer car il considérait que Lobengula était tout aussi indigne de confiance que Lippert. Avec Moffat présent comme témoin, Lippert appliqua la part de son marché en novembre 1891 en obtenant du roi matabélé des droits fonciers exclusifs pour un siècle dans les territoires contrôlés par la Compagnie y compris la permission de fonder des fermes et des villes et de lever des impôts. Comme convenu, Lippert vendit ces droits à la Compagnie et Loch approuva la concession en exprimant sa satisfaction concernant la résolution du problème foncier de la Compagnie. Les Matabélés ne réalisèrent la tromperie qu'en mai 1892.

### Conquête du Matabeleland

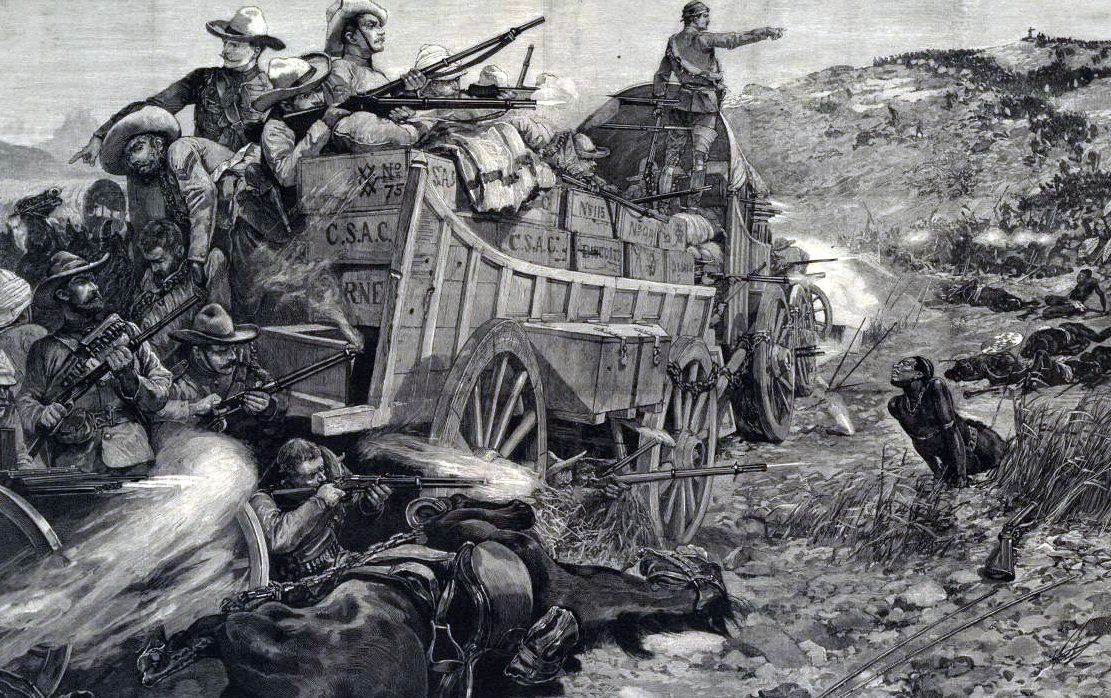
Lors de la bataille de la Shangani le 25 octobre 1893, un témoin rapporta que les mitrailleuses Maxim fauchèrent les [guerriers matabélés] comme s'il s'agissait d'herbe

Le royaume matabélé affaibli de Lobengula coexista difficilement avec les implantations de la Compagnie dans le Mashonaland et au nord du Zambèze pendant une autre année ; le roi était ulcéré par l'attitude la Compagnie envers son autorité, ses demandes qu'une ligne entre les fleuves Shashe et Hunyani marque la limite entre les deux territoires et ses demandes pour qu'il ordonne la fin des attaques de ses impis contre les villages mashonas. Lorsque des guerriers matabélés massacrèrent des Mashonas près de Fort Victoria en juillet 1893, Jameson, que Rhodes avait nommé administrateur de la Compagnie dans le Mashonaland, tenta sans succès d'arrêter les violences lors d'un indaba. Lobengula se plaignit que la Compagnie était « venue non seulement pour chercher de l'or mais aussi pour me voler mon peuple et mon pays ». Surveillant les événements depuis Le Cap, Rhodes évalua la préparation militaire de Jameson et lui télégraphia : « Lisez Luc 14,31 ». Jameson répondit : « D'accord. Ai lu Luc XIV,31 ».
Le 13 août 1893, Lobengula refusa d'accepter le paiement qui lui était dû dans les termes de la concession Rudd en déclarant, « il s'agit du prix de mon sang ». Le lendemain, Jameson signa un accord secret avec les colons de Fort Victoria par lequel il leur promettait chacun 24 km2 de terres agricoles, 20 titres de prospection et une part du bétail de Lobengula en échange de leur participation à la guerre contre le Matabeleland. Lobengula écrivit à nouveau à la reine Victoria et essaya d'envoyer Mshete à la tête d'une nouvelle mission diplomatique en Angleterre mais Loch fit emprisonner l'izinduna au Cap pendant quelques jours avant de le renvoyer chez lui. Arès quelques escarmouches, la Première Guerre ndébélé éclata en octobre 1893. Les troupes de la Compagnie progressèrent en direction de Bulawayo en utilisant l'extraordinaire puissance de feu des mitrailleuses Maxim pour écraser les forces très supérieures en nombre de Lobengula. Le roi abandonna et incendia le kraal à l'approche des Blancs mais les colons construisirent immédiatement des bâtiments sur les ruines. Jameson envoya des hommes au nord pour capturer le roi mais cette colonne cessa sa poursuite au début du mois de décembre après que les impis de Lobengula ait organisé une embuscade et tué 34 soldats de l'avant-garde britannique. Lobengula s'était enfui mais il mourut de la variole au nord de son pays le 22 ou le 23 janvier 1894.

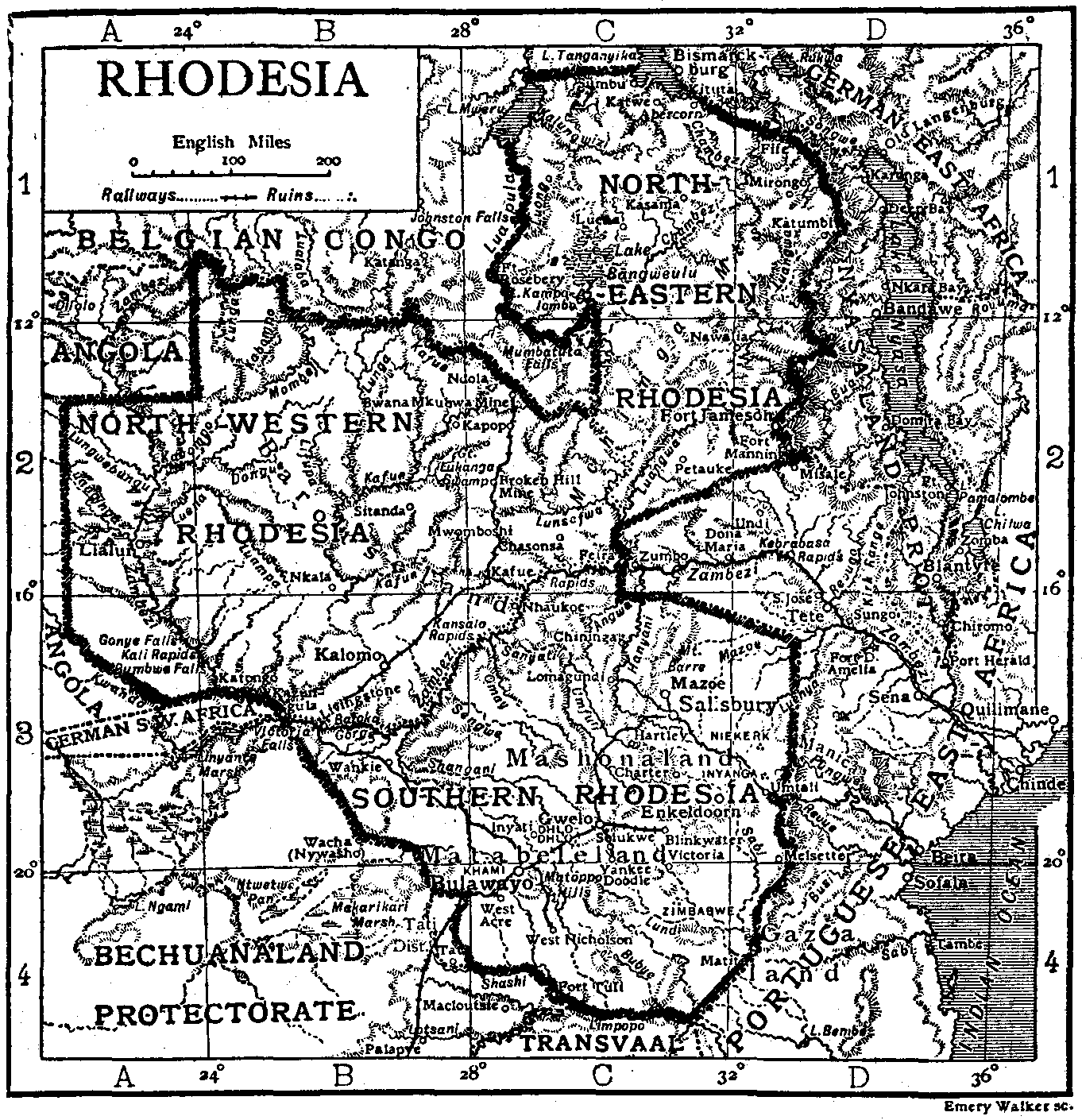
Carte de la Rhodésie dans l'édition de 1911 de lEncyclopædia Britannica

Les chefs tribaux matabélés acceptèrent à l'unanimité la paix avec la Compagnie lors d'un indaba tenu à la fin du mois de février 1894. Rhodes finança par la suite l'éducation de trois des fils de Lobengula. Le nom de Rhodésie utilisé par la plupart des premiers colons pour désigner les possessions de la Compagnie fut officialisé par la Compagnie en mai 1895 et par le Royaume-Uni en 1898. Les terres au sud du Zambèze devinrent la Rhodésie du Sud tandis que celles se trouvant au nord furent divisées entre la Rhodésie du Nord-Ouest et du Nord-Est qui furent unifiées pour former la Rhodésie du Nord en 1911. Durant les trois décennies de l'administration de la Compagnie, des voies ferrées, des lignes télégraphiques et des routes furent construites dans les territoires auparavant vierges et l'immigration de dizaines de milliers de colons blancs permit la formation d'une vaste industrie minière et le développement de la culture du tabac ; en revanche, le mode de vie traditionnel des populations autochtone fut bouleversé par l'introduction de la culture, des techniques et des infrastructures occidentales. La Rhodésie du Sud, qui attirait l'essentiel des colons et des investissements, devint rentable en 1912 tandis que la Rhodésie du Nord continua de faire perdre des millions de livres à la Compagnie jusque dans les années 1920. À la suite d'un référendum en 1922 et à la fin de la charte de la Compagnie en 1923, le gouvernement britannique accorda un gouvernement responsable à la Rhodésie du Sud tandis que la Rhodésie du Nord devint une colonie directement administrée par le Colonial Office l'année suivante.